# كاسر الحجر العنكبوتي
كاسر الحجر العنكبوتي (الاسم العلمي:Saxifraga arachnoidea) هو نوع من النباتات يتبع جنس كاسر الحجر من فصيلة كاسرات الحجر.